# Old House of Keys

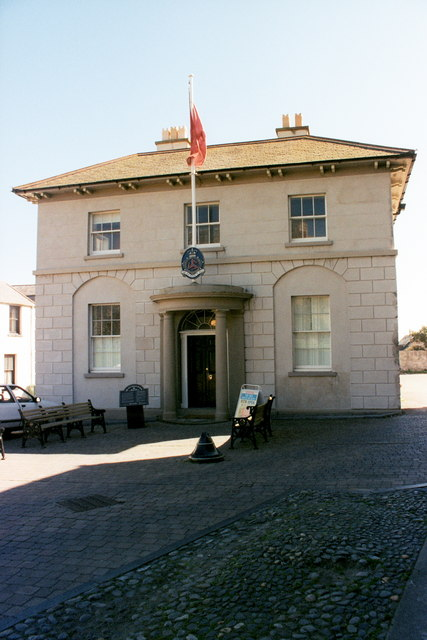
Das Old House of Keys

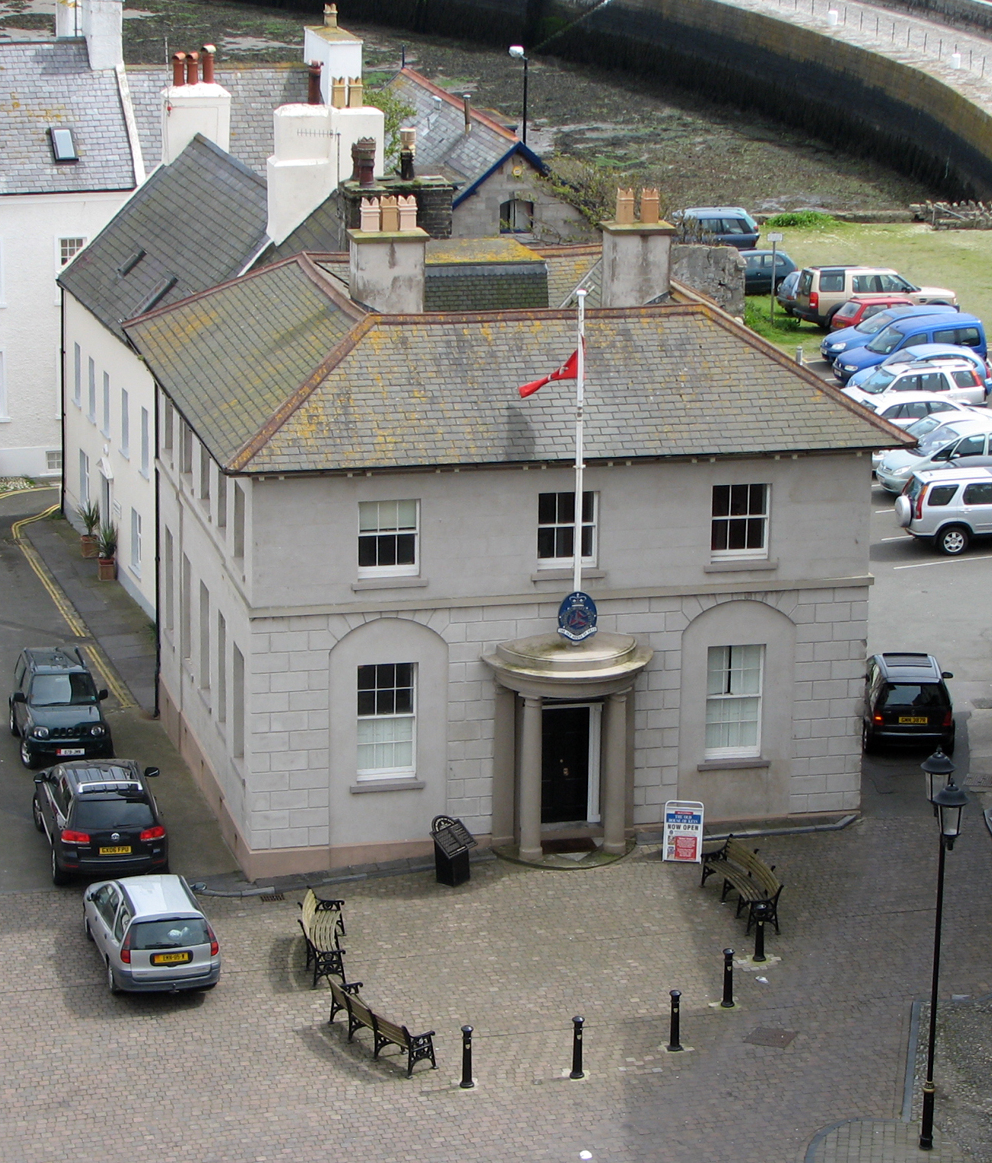
Das Old House of Keys, vom Castle Rushen aus gesehen

Das Old House of Keys (Manx Shenn-thie y Chiare as Feed) ist ein historisches Gebäude in Castletown, Isle of Man. Es war der Sitz des Tynwald, des Parlaments der Insel, bevor dieses 1874 nach Douglas verlegt wurde.
Nach dem Umzug des Parlaments wurde das Old House of Keys auf verschiedene Weisen genutzt, bis es von 1980 bis 2000 leer stand. Im Jahr 2000 wurde die Zuständigkeit des Gebäudes von Manx National Heritage übernommen. Es wurde anschließend nach seinem ursprünglichen Aussehen im Jahr 1866 restauriert und dient heute als Museum.